# Frauen, die sich opfern
Frauen, die sich opfern ist ein deutsches Stummfilm-Kriminalmelodram aus dem Jahre 1916 von Richard Eichberg mit Ellen Richter in der Hauptrolle. 

## Handlung
Die Prokuristentochter Lisbeth Wollnau ist heimlich mit dem jungen Adeligen Egon von Holberg verlobt. Nachdem dieser sich als Hallodri entpuppte, der eine Affäre mit einer Tänzerin hatte, löst Lisbeth diese Verlobung auf und gibt dem Drängen des deutlich älteren Großkaufmanns Robert Erle nach, dessen Frau zu werden. Der alte Erle hat mit Georg einen bereits erwachsenen Sohn aus erster Ehe, der ihm nicht viel Freude bereitet, da er eine Schauspielerin namens Lisa Rothe heiraten möchte, die ganz und gar nicht dem Wunsch des Vaters entspricht. Als Georg für eine Neuanstellung unbedingt Geld benötigt, wendet er sich zunächst an seinen Vater, der ihn allerdings mit dessen Wunsch nach finanzieller Unterstützung ebenso abblitzen lässt wie Georgs Freund Egon. Holberg weiß nur zu genau, dass er vermutlich das an Georg verliehene Geld nie mehr wiedersehen wird. Es stellt sich heraus, dass Holberg offensichtlich selber ziemlich klamm ist, denn er hat sich mit einer finanziellen Bitte an seine Ex Lisbeth gewandt. Während Georg im Nebenzimmer wartet, erscheint die junge Frau und erklärt Egon, dass sie sämtliche Verbindungen, die sie je zu ihm besaß, als gelöst betrachtet. Dann geht Lisbeth wieder.
Als ein Schuss fällt, sieht die Wirtschafterin Egons, wie Georg Erle sich fluchtartig aus dem Zimmer entfernt. Sofort erscheint Georg als Mörder Egons und wird wenig später verhaftet. Lisbeth erfährt am darauf folgenden Tag von der Verhaftung und auch von einem Suchaufruf nach einer unbekannten Dame, also sie selbst, die kurz sich zuvor mit dem Toten getroffen haben soll. Mit demjenigen Schreiben, in dem Holberg sie um eine Unterredung zwecks des erbetenen Darlehens gebeten hatte, eilt Lisbeth daraufhin zu Lisa Rothe, vereheliche Erle, um ihr dieses zu übergeben und damit ihren Stiefsohn Georg, Lisas Mann, zu entlasten. Um nun wiederum Lisbeth nicht zu belasten, entscheidet sich Lisa, da beider Vornamen eine gewisse Ähnlichkeit besitzen, vor der Polizei zu behaupten, dass dieses Bittschreiben des toten Egon an sie, Lisa Erle, gerichtet gewesen war. Georgs Verteidiger plädiert daraufhin vor Gericht auf unschuldig und konstruiert folgenden Ablauf des Geschehens: Egon habe Lisa per Brief zu sich gebeten und den gewünschten Kredit nicht erhalten. Der im Nebenzimmer eingeschlafene Georg war durch den Schuss hochgeschreckt. Egon von Holberg habe sich nämlich selbst erschossen, da ihm Lisa nicht das gewünschte Darlehen auszahlen wollte.
Danach sei der durch den Revolverschuss aufgewachte Georg Erle in Panik aus dem Zimmer und aus dem Haus geflohen. Den auf dem Boden liegenden Revolver habe er in einem Anfall schockartiger Verwirrung aufgehoben und mitgenommen. Tatsächlich folgt das Gericht in seinem Urteil dieser hanebüchenen Version des Verteidigers und spricht Georg Erle frei. Hingegen wird der opferbereiten Ehefrau Georgs, Lisa, beschieden, dass eventuell ein Verfahren gegen sie eröffnet werden könnte. Der alte Erle, der sich dadurch in seinen Vorurteilen gegenüber Lisa bestätigt sieht, verlangt nun von Georg, sich sofort von seiner Frau scheiden zu lassen. Dies wiederum kann Lisbeth nicht einfach so stehen lassen, und so begibt sich zu ihrem Gatten, um ihm klarzumachen, dass eben jener Brief an sie und nicht an Lisa gerichtet war. Der Alte fällt aus allen Wolken, hatte er bislang doch nicht gewusst, dass seine jetzige Ehefrau einst die heimliche Verlobte des toten Egon von Holberg gewesen war. Georg wiederum dankt seiner eigenen Ehefrau überschwänglich, dass sie bereit gewesen war, sich in altruistischer Weise für ihn zu opfern. Lisbeth hingegen, die sich an den gesamten tragischen Entwicklungen die Schuld gibt, sucht im Nass eines naheliegenden Teichs den stummfilmtypischen Ertrinkungstod. 

## Produktionsnotizen
Frauen, die sich opfern entstand im Sommer 1916, passierte die Filmzensur im August desselben Jahres und wurde am 20. Oktober 1916 in Berlins Union-Theater uraufgeführt. Der mit Jugendverbot belegte Vierakter besaß eine Länge von etwa 1550 Meter. In Österreich-Ungarn lief der Streifen am 9. Februar 1917 an.
Edmund Heuberger gestaltete die Filmbauten.

## Kritiken
Die Kinematographische Rundschau urteilte: „Dieser schauspielerisch und szenisch sehr gut durchgeführte Film zeichnet sich durch eine spannende, kriminalistische Handlung aus. Die tragende Rolle liegt in den Händen der bekannten Schauspielerin Ellen Richter, deren künstlerisches Können wie immer mächtig wirkt.“
Die Linzer Tages-Post befand: „In dem vieraktigen Schauspiel … sind durch eine glänzende Inszenierung Bilder von vornehmer Pracht geschaffen; die gute Darstellung sichert diesem Film den gewünschten Erfolg.“